# Johann Löwenfeld-Russ
Johann Löwenfeld-Russ (* 29. Oktober 1873 in Wien; † 18. April 1945 ebenda) war ein österreichischer Politiker.

## Leben
Johann Löwenfeld-Russ wuchs in Kremsmünster und Melk auf, wo er die dortigen Gymnasien (Stiftsgymnasium Kremsmünster bzw. Stiftsgymnasium Melk) besuchte. Im Anschluss daran studierte er Rechtswissenschaften an der Karls-Universität Prag und der Universität Wien. 1896 bekam er eine Stelle als Praktikant in der Finanzlandesdirektion in Prag, ehe er im Jahr 1898 an das Wirtschaftsministerium nach Wien wechselte. 1910 wurde Löwenfeld-Russ selbstständiger Referent. 1916 wurde er zum Ministerialrat ernannt und in das Amt für Volksernährung versetzt.
Nachdem er am 11. Februar 1918 die Beförderung zum Sektionschef erhalten hatte, wurde er am 30. Oktober desselben Jahres zum Staatssekretär im Staatsamt für Volksernährung der Staatsregierung Renner I bestellt; er hatte sich vor allem mit der schlechten Versorgungslage der Deutschösterreicher auseinanderzusetzen. In den von der Konstituierenden Nationalversammlung gewählten Staatsregierungen Renner II und Renner III behielt er sein Amt. In den zwei nächsten Jahren setzte er sich vor allem dafür ein, die Lebensmittelversorgung zu zentralisieren, so dass künftig nicht mehr die Landwirte, sondern die Landesregierungen Kontrolle über die Agrarproduktionen hatten. Auch führte er mit den Alliierten Gespräche über unbürokratische Lebensmittellieferungen und günstige Zahlungskonditionen.
Nach seinem Ausscheiden aus dem Ministerium, im Jahr 1921, ging Löwenfeld-Russ in die Privatwirtschaft, wo er in einigen österreichischen und internationalen Aufsichtsräten tätig war. Er veröffentlichte einige Fachartikel in Zeitungen.
Johann Löwenfeld-Russ war der Stiefsohn des Politikers Viktor Wilhelm Russ. Er war verheiratet und hatte zwei Kinder. Er wurde am Wiener Zentralfriedhof bestattet.